# José Maria da Silva Leal
José Maria da Silva Leal (Lisboa, 8 de outubro de 1812 — Lisboa, 20 de março de 1883) foi um escritor ligado à corrente final do romantismo português, dramaturgo, jornalista e político, autor de numerosas obras dramáticas de diversos géneros. Foi secretário geral do governo civil do Distrito de Santarém e governador civil do Distrito de Angra do Heroísmo (22 de Maio de 1859 a 20 de Janeiro de 1861), director da Revista Universal Lisbonense (1846-1847) e secretário da direcção do Conservatório de Lisboa. Foi um dos fundadores do Grémio Literário. É considerado um mestre da língua portuguesa.

## Biografia
Adquiriu grande erudição pelo estudo aturado em Coimbra, onde frequentou a Universidade e foi amigo de Almeida Garrett e Alexandre Herculano, participando com eles no movimento político jornalístico de 1830 a 1852.
Foi uma figura de relevo nas letras portuguesas. Para além do seu labor como jornalista, em que chegou a diretor da influente Revista Universal Lisbonense, sucedendo nesse cargo a António Feliciano de Castilho, o fundador do periódico, e redator de A illustração: jornal universal. Através da escrita e da edição de obras dramáticas teve uma forte influência na arte dramática em Lisboa, colocando grande cuidado na pronúncia da língua, o que lhe valeu o epíteto de Recta Pronúncia. Em alguns dos seus escritos usou o pseudónimo Sá Vilela. Na área da imprensa, também se encontra colaboração da sua autoria no jornal O Panorama   (1837-1868).
Em 1839 publicou o drama O Intrigante de Veneza, inspirado no Othello de William Shakespeare, a que se seguiram obras dramáticas de diversos géneros: dramas históricos, farsas, ópera buffa, comédias e fantasias ("mágicas"). Conhecendo as dificuldades sentidas na edição de obras dramáticas em Portugal, editou uma coleção de peças teatrais intitulada O Dramaturgo Português ou Collecção de Dramas Originais Portugueses visando incentivar o aparecimento de novas obras e autores. A coleção foi lançada em 1841, sendo a terceira obra publicada O Intrigante de Veneza, escrita dois anos antes.
Em 1846 foi eleito secretário do Conservatório de Lisboa, sendo em 1879 presidente do júri da competição dramática realizada naquele ano. Em 1846 foi um dos fundadores do Grémio Literário, onde a erudição e o esforço que colocou na oralidade das peças que escreveu fez dele um mestre na língua portuguesa.
Ligado ao Partido Regenerador, com o advento da regeneração em 1851 teve uma importante carreira político-administrativa: foi secretário e governador civil do Distrito de Portalegre (1851); governador civil do Distrito de Coimbra (1854); governador civil do Distrito de Santarém (1857); e governador civil do Distrito de Angra do Heroísmo, nomeado por decreto de 6 de Abril de 1859, cargo em que permaneceu até 15 de Fevereiro de 1861, data em que foi exonerado a seu pedido. A sua obra mais notável como governador civil de Angra foi a fundação do Asilo de Mendicidade de Angra do Heroísmo

## Obras
Para além de vasta obra dispersa por periódicos, é autor de:
- O intrigante de Veneza (drama em 5 actos e 8 quadros)
- Carta de hum provinciano a hum seu amigo de Lisboa sobre a Guerra Sebastica (assinada com o pseudónimo Provinciano)
- Um par de luvas
- As ruínas do Carmo